# Ryszard Lackner
Ryszard Lackner (ur. 24 grudnia 1946 w Bydgoszczy, zm. 5 września 2006 we Wrocławiu) – generał dywizji Wojska Polskiego.

## Służba w wojsku
Absolwent Oficerskiej Szkoły Wojsk Zmechanizowanych we Wrocławiu. Po ukończeniu szkoły oficerskiej od 1967 pełnił służbę jako dowódca plutonu, a następnie kompanii desantowej 35. Pułku Desantowego.
W latach 1976–1977 był szefem sztabu 4 pułku desantowego. Od 1977 pełnił obowiązki dowódcy 5 pułku zmechanizowanego w Szczecinie. W latach 1978–1980 służył jako oficer Wydziału Operacyjnego Sztabu 16 Dywizji Pancernej, a od 1980 jako szef tego wydziału. W 1983 ponownie w 7 Dywizji Desantowej. Od 1986 szef sztabu 7 Brygady Obrony Wybrzeża, a następnie jej dowódca. W 1990 przeszedł do Dowództwa Pomorskiego Okręgu Wojskowego w Bydgoszczy, gdzie zajmował stanowisko szefa wydziału.
W latach 1991–1994  komendant wrocławskiej Wyższej Szkoły Oficerskiej Wojsk Zmechanizowanych. W 1994 połączył pod swoim dowództwem 2 szkoły oficerskie: WSOWZ i Wyższą Szkołę Oficerską Wojsk Inżynieryjnych w nową Wyższą Szkołę Oficerską im. Tadeusza Kościuszki, przekształconą w 2002 w Wyższą Szkołę Oficerską Wojsk Lądowych. W 1992 awansowany na stopień generała brygady. W 2002 objął stanowisko szefa Generalnego Zarządu Wsparcia Sztabu Generalnego Wojska Polskiego w Warszawie. W 2003 awansowany do stopnia generała dywizji. Od 2004 dowódca Śląskiego Okręgu Wojskowego.
Odszedł z wojska w grudniu 2005. Uroczyste pożegnanie ze służbą wojskową odbyło się w styczniu 2006 na wrocławskim Rynku.
Zmarł 5 września 2006 roku. 8 września 2006 roku, w bazylice św. Elżbiety we Wrocławiu (świątynia garnizonowa) została odprawiona msza święta żałobna której przewodniczył biskup polowy gen. dyw. Tadeusz Płoski. Po Eucharystii trumna z ciałem generała została przewieziona na cmentarz Świętego Ducha, gdzie spoczęła w rodzinnym grobowcu.

## Wykształcenie wojskowe
- 1964–1967 – Oficerska Szkoła Wojsk Zmechanizowanych we Wrocławiu
- 1973–1976 – Akademia Wojskowa im. Michaiła Frunzego w Moskwie
- 1988–1990 – Akademia Sztabu Generalnego im. K. Woroszyłowa w Moskwie

## Odznaczenia i wyróżnienia
- Krzyż Oficerski Orderu Odrodzenia Polski (2001)[3]
- Krzyż Kawalerski Orderu Odrodzenia Polski
- Srebrny Krzyż Zasługi
- Złoty Medal "Siły Zbrojne w Służbie Ojczyzny"
- Srebrny Medal "Siły Zbrojne w Służbie Ojczyzny"
- Brązowy Medal "Siły Zbrojne w Służbie Ojczyzny"
- Złoty Medal "Za Zasługi dla Obronności Kraju"
- Srebrny Medal "Za Zasługi dla Obronności Kraju"
- Brązowy Medal "Za Zasługi dla Obronności Kraju"
- Medal Komisji Edukacji Narodowej
- Medal Academia Medica Wratislaviensis Polonia
- Nagroda Kolegium Rektorów Uczelni Wrocławia i Opola
- Nagroda Wrocławia

## Działalność społeczna
- W marcu 2004 został wybrany prezesem Rady Stowarzyszenia Wojskowego Klubu Sportowego Śląsk we Wrocławiu.
- przewodniczący Dolnośląskiej Rady Przyjaciół Harcerstwa

## Życie prywatne
Miał żonę Danutę i dwoje dzieci: córkę Katarzynę i syna Piotra, oraz wnuczkę Karolinę. Uprawiał jeździectwo, interesował się literaturą historyczną i filatelistyką.